# 36の日
36（サブロク）の日とは、日本の記念日。毎年3月6日
「1日8時間 1週40時間」を超えて残業させたり休日出勤させる場合は、36協定を結ばなければならないことを社会に広めるために定めた。
「長時間労働を是正して、すべての職場でより良い働き方を実現していくためには、36協定の適切な締結が絶対に必要」との思いが込められている。